# Bangarang (canção)
Bangarang é uma música do produtor norte-americano Skrillex. Faz parte do EP homonimo e tem vocais de Sirah. Bangarang tem influências de Dubstep e Eletro House. É um dos singles mais bem-sucedidos de Skrillex e recebeu boas avaliações dos críticos, entre eles Jon Dollan da Rolling Stone  e Garret Kamps da Spin. A canção é tocadoa em vários países, incluindo o Estados Unidos, Reino Unido, Austrália, Bélgica, Canadá, França, Holanda, Noruega, Nova Zelândia e Suécia. Nos Estados Unidos, Bangarang entrou na posição 4 na  Billboard  Bubbling Under Hot 100 devido ao grande número de downloads. No entanto, em 3 de março de 2012, a canção estreou na posição 95 no Billboard Hot 100 e está no ponta do Heatseekers Songs.
A música ganhou um vídeo no YouTube em 16 de Fevereiro de 2012. O clip tem direção de Tony Truand e começa com 3 meninos roubando um caminhão de sorvete. Durante o assalto eles acidentalmente cortam a mão do sorveteiro. Em seguida, aparecem adultos roubando dinheiro de uma van conduzida por ladrões profissionais. O clip termina com um deles dando ao sorveteiro parte do dinheiro que eles roubaram da van, aparentemente sem nenhum remorso pelo que fizeram à sua mão antes. O vídeo tem muitos símbolos de Peter Pan, como o crocodilo, o bigode e o gancho do sorveteiro assemelham-se ao Capitão Gancho, a sombra crescente do garoto e os Garotos Perdidos.